# James Patrick Green
James Patrick Green (Filadelfia, 30 de mayo de 1950) es un arzobispo y diplomático católico estadounidense.

## Biografía
James Patrick Green nació en Filadelfia, el 3 de mayo de 1950. Fue ordenado sacerdote en la Diócesis de Filadelfia por Mons. John Krol a los 25 años de edad el 15 de mayo de 1976.
Después de terminar sus estudios, ingresó al servicio diplomático sirviendo en diferentes Nunciaturas y delegaciones como las de Papúa-Nueva Guinea, Corea, Países Bajos y en los países escandinavos, con sede en Copenhague. El 17 de agosto de 2005, fue nombrado nuncio apostólico en Sudáfrica y Namibia y Delegado apostólico en Botsuana por el papa Benedicto XVI, a la vez que Arzobispo Titular de Altinum, y recibió su consagración episcopal, el 6 de septiembre de 2006, por el Cardenal Secretario de Estado Angelo Sodano. En la misma fecha fue nombrado Delegado apostólico en Lesoto, y el 23 del mismo mes, como Delegado apostólico en Suazilandia. 
El 15 de octubre de 2011, fue nombrado nuncio apostólico en  Perú, cargo en el que permaneció hasta que fue nombrado por el Papa Francisco nuncio apostólico en los países nórdicos el 7 de abril de 2017.